# Indonesische Badmintonmeisterschaft 1954
Die Indonesische Badmintonmeisterschaft der Saison 1954/55 fand Ende Dezember 1954 in Surabaya statt.

## Finalresultate
| Disziplin    | Sieger                        | Finalist                      | Ergebnis     |
| ------------ | ----------------------------- | ----------------------------- | ------------ |
| Herreneinzel | Eddy Yusuf                    | Tan King Gwan                 | 15-10, 15-12 |
| Dameneinzel  | Teng Koen Liong               | Ong Hong Nio                  | 11-5, 11-3   |
| Herrendoppel | Gauw Soen Lok Gan Kay Hoe     | Tjan See Khay Gan Tjiang Gwan | 15-3, 15-1   |
| Damendoppel  | Oey Liem Nio Rosnida Nasution | Tio Siam Tie Teng Koen Liong  | 15-8, 15-5   |
| Mixed        | Njoo Kiem Bie Teng Koen Liong | Rosnida Nasution Pontas       | 15-5, 15-11  |